# Rudisociaria
Rudisociaria is een geslacht van vlinders van de familie bladrollers (Tortricidae), uit de onderfamilie Olethreutinae.

## Soorten
- R. expeditana (Snellen, 1883)
- R. velutinum (Walsingham, 1900)